# Spinadesco
Spinadesco – miejscowość i gmina we Włoszech, w regionie Lombardia, w prowincji Cremona.
Według danych na rok 2004 gminę zamieszkiwało 1535 osób, 90,3 os./km².